# 芸能グルメストーカー
『芸能グルメストーカー』（げいのうグルメストーカー）は、泉昌之による日本の漫画。2004年5月に『漫画BUNTA』（コアマガジン）創刊号に掲載されるが、1冊で休刊したため、その後発表誌を『BUBKA』（コアマガジン）に変え、同誌にて2004年10月号から2006年8月号まで連載した。全23話。単行本が全1巻で刊行されている。

## 概要
アイドル・女優のお気に入りの飲食店に、トレンチコートのおじさん・本郷が実際に食べに行く漫画。掲載誌の都合もあり、芸能ゴシップ・下ネタの度合いが比較的強い。

### 扱った芸能人・料理
以下は単行本の掲載順（連載順ではない）。中山美穂から小泉今日子までは「ランチの部」、工藤静香から華原朋美までは「ディナーの部」と銘打たれている。
1. 中山美穂 - 赤坂『MOTI』のカレー
2. 菊川怜 - 原宿『ブルー・青山』のロコモコ丼
3. 優香 - 『博多まるきんラーメン白金店』の博多ラーメン
4. 井上和香 - 井上和香の実家の小料理屋『笹よし』の刺身定食
5. 米倉涼子 - 銀座『通門香』の灌湯煎餃子
6. 杉田かおる - 京王堀之内『ゆずや』の上天丼
7. 渡辺満里奈 - 銀座『てんぷら 近藤』のランチコース
8. 竹内結子 - 恵比寿『ふじ井』の納豆定食
9. 上戸彩 - 世田谷区砧『今昔亭』のオムライスセット
10. 若槻千夏 - 高田馬場『べんてん』のつけ麺
11. YOU - 六本木『中国飯店』のランチコース
12. 小泉今日子 - 赤坂『砂場』のざるそば
13. 工藤静香 - 『叙々苑游玄亭西麻布本館』の石焼きビビンバ
14. さとう珠緒 - 麻布十番『千栄』のホルモン鍋
15. 奥菜恵 - 足立区『スタミナ苑』のレバ焼き[1]
16. 矢田亜希子 - 青山『ヌーベルシノワ葵』の大正海老のゴママヨネーズ
17. 宮沢りえ - 六本木『福鮨』のろんじコース
18. 安達祐実 - 浅草『がってん』の特製鳥団子鍋
19. 小池栄子 - 西麻布『天海地』の塩ちゃんこ
20. 田中麗奈 - 代官山『オンジェナ』のサムゲタン
21. 篠原涼子 - 池尻大橋『MATCH-BO』の中華ソバ、トッピングにネギ・チャーシュー・もやし・味付け半熟卵
22. 梨花 - 汐留『韓流亭』の海鮮チヂミ
23. 華原朋美 - 赤坂『じゃんがららあめん』のトンコツラーメン[2]